# 청호로파
청호로파(靑葫蘆巴, 학명: Trigonella caerulea 트리고넬라 카이룰레아[*])는 콩과의 한해살이풀이다.

## 이용
조지아에서는 청호로파가 "울룸보(ულუმბო)" 또는 "우츠호 수넬리(უცხო სუნელი)"라 불리며, 씨와 잎이 조지아 요리에 흔히 쓰인다. 청호로파는 배합 향신료인 흐멜리 수넬리에 들어가는 재료 가운데 하나이다.
스위스에서는 전통 치즈인 샤프치거를 만들 때 청호로파가 쓰인다.